# Élisabeth Chabin
Pour les articles homonymes, voir Chabin.
Élisabeth Chabin est une artiste peintre française née le 11 mai 1944 à Auxerre (Yonne), active à Paris.

## Biographie
Les exodes de la Seconde Guerre mondiale font naître Élisabeth Chabin de parents parisiens chez ses grands-parents à Auxerre. Elle passe les sept premières années de sa vie chez ces derniers, baignant immédiatement dans un milieu attiré par les lettres, la peinture et la musique, avant de rejoindre ses parents à Paris. Elle fréquente librement l'École nationale supérieure des beaux-arts, le concours de la Ville de Paris où elle soutient une thèse sur les arts populaires l'habilitant à enseigner, dès 1965, en tant que professeur d'État d'arts plastiques. En fin des années 1960, elle effectue un stage à la Maison Pellerin (Imagerie d'Épinal) où elle s'adonne à la création dans les arts appliqués.
Figurative dans ses thèmes — notamment le corps humain, les nus, les couples enlacés, les arbres —, ses sources d'inspiration peuvent se situer dans plusieurs séjours qu'elle effectue au Maroc où la découverte du désert l'oriente picturalement vers « une matière plus dense venant accrocher le regard », de même que l'été 1984 au plateau d'Albion lui offre la prise de conscience d'analogies formelles entre les troncs d'amandiers morts et les corps humains. Elle se rapproche cependant ensuite de l'abstraction lyrique par une libre exubérance des formes et des couleurs qui, progressivement, l'achemine vers une pure recherche sur les formes et la lumière par quoi elle ne désavoue pas une parenté avec Mark Rothko, pour finalement « revenir vers une figuration essentielle qui se revendique exploration de son rapport aux mondes des vivants, à la nature, à ses aspirations spirituelles ».

## Galerie

Œuvres d'Élisabeth Chabin, localisation inconnue
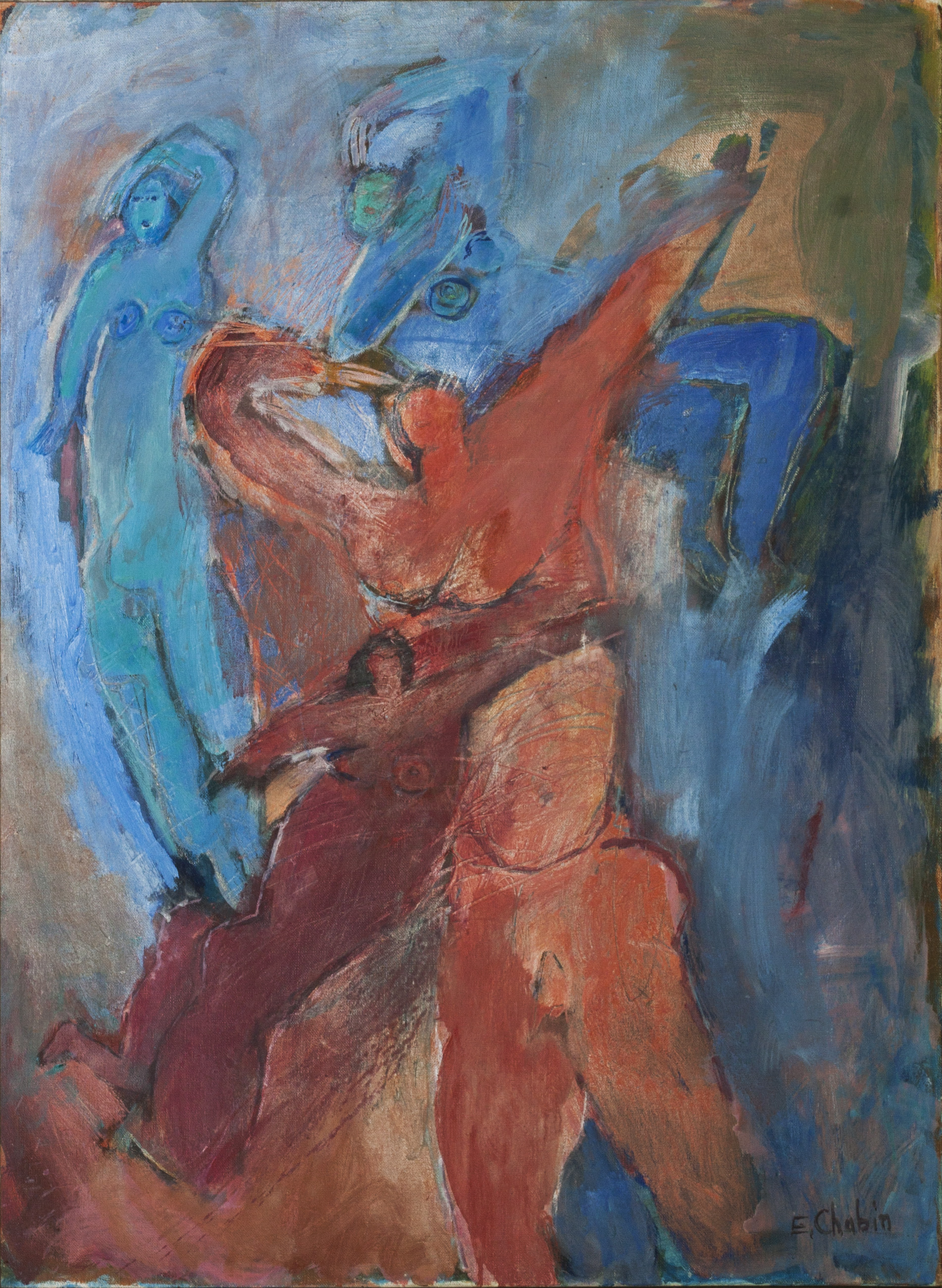
L'Adoré, acrylique sur toile, 81x60cm, 1988.
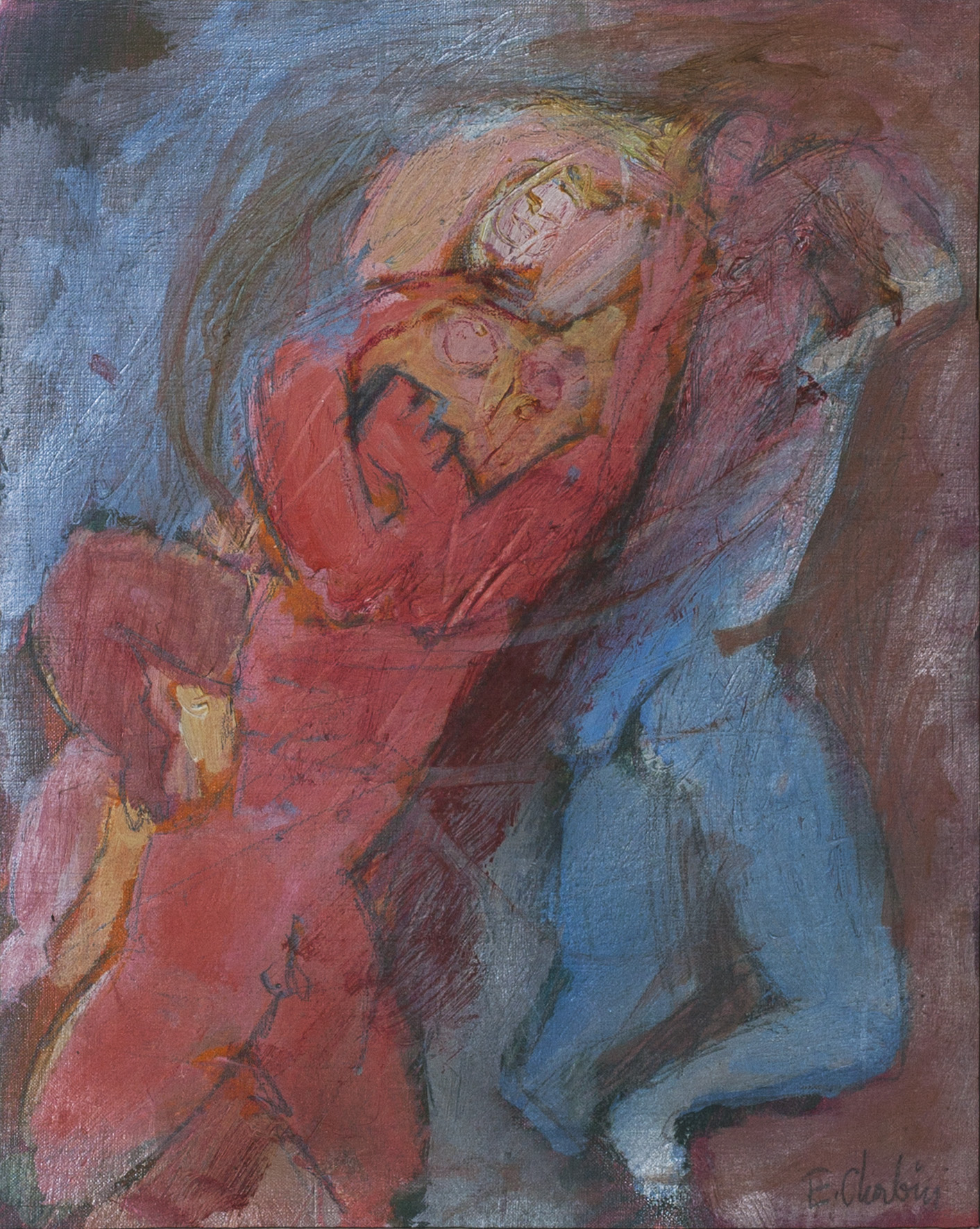
Sans titre, acrylique sur toile, 41x33cm, 1988.
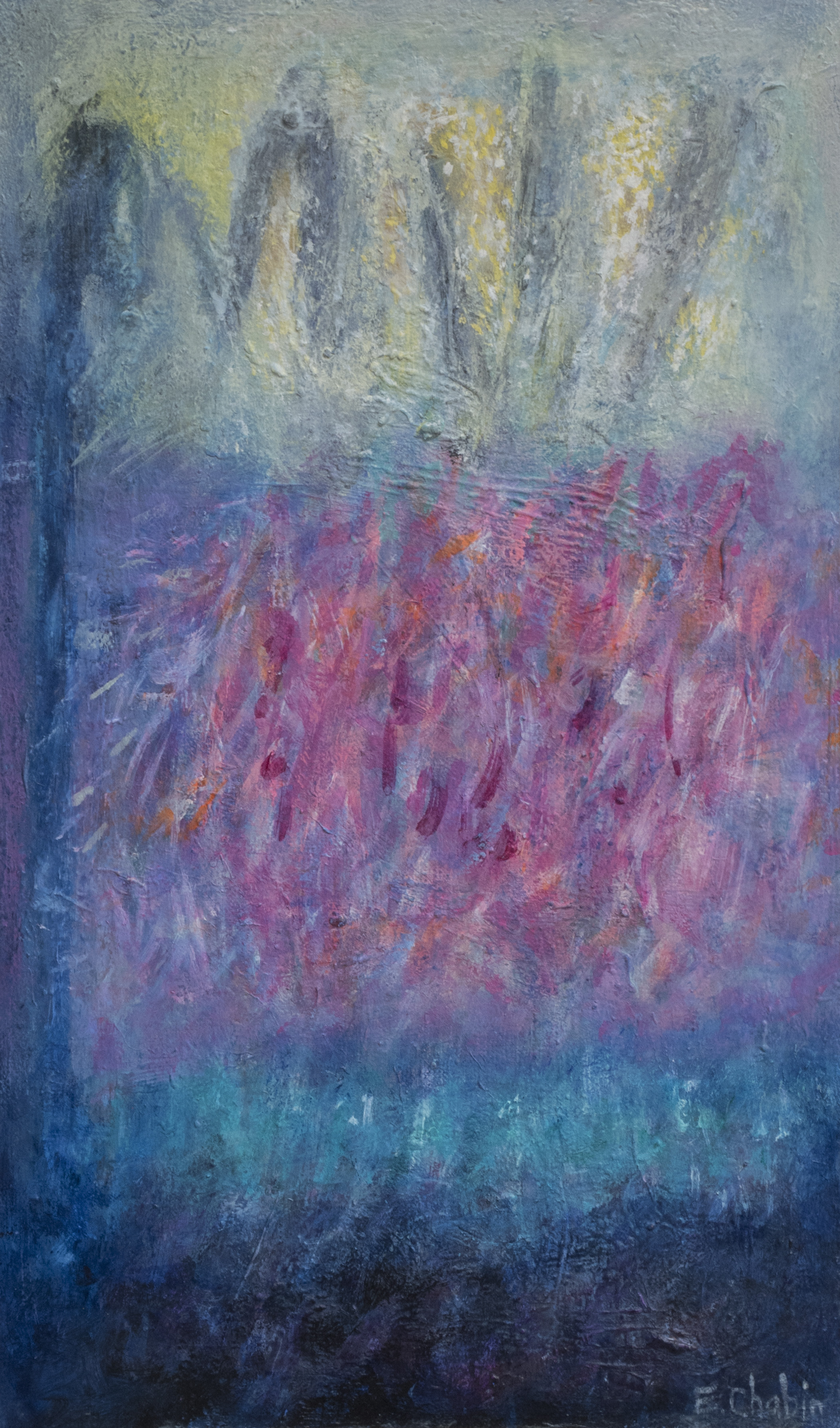
Métamorphose, acrylique sur toile, 50x30cm, 2011.
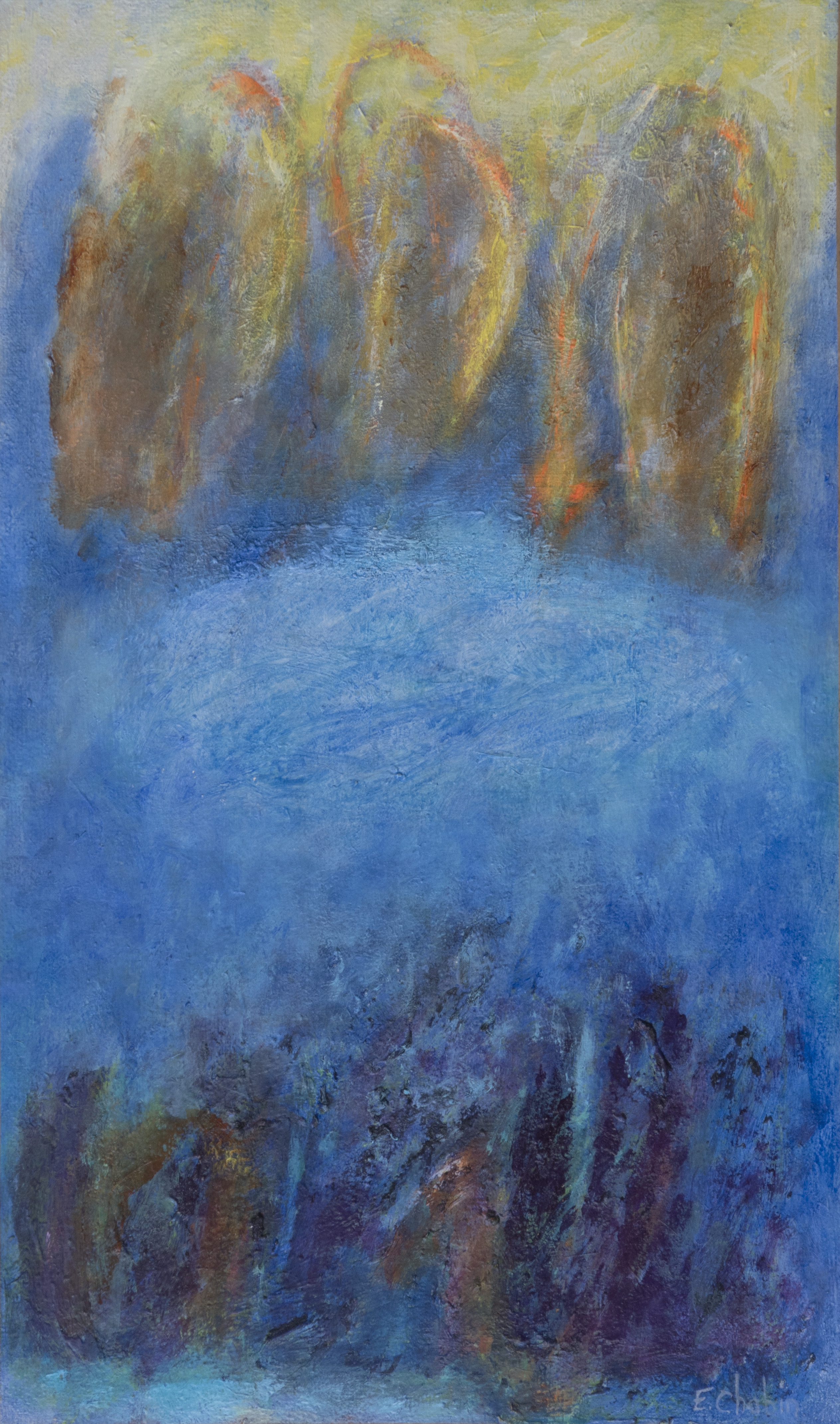
Rythme, acrylique sur toile, 55x33cm, 2011.
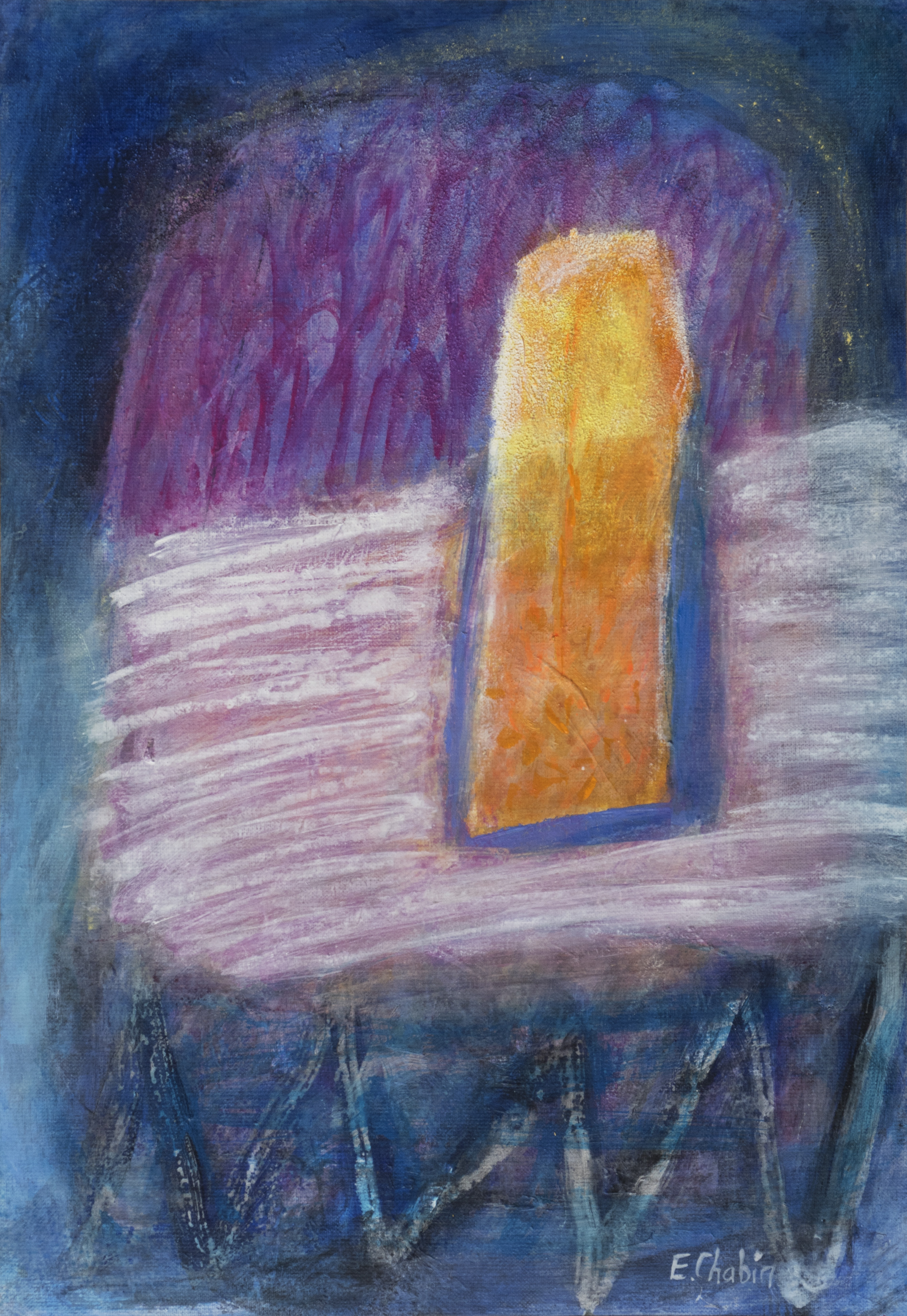
La Porte de l'Orient, acrylique sur toile, 55x38cm, 2012.
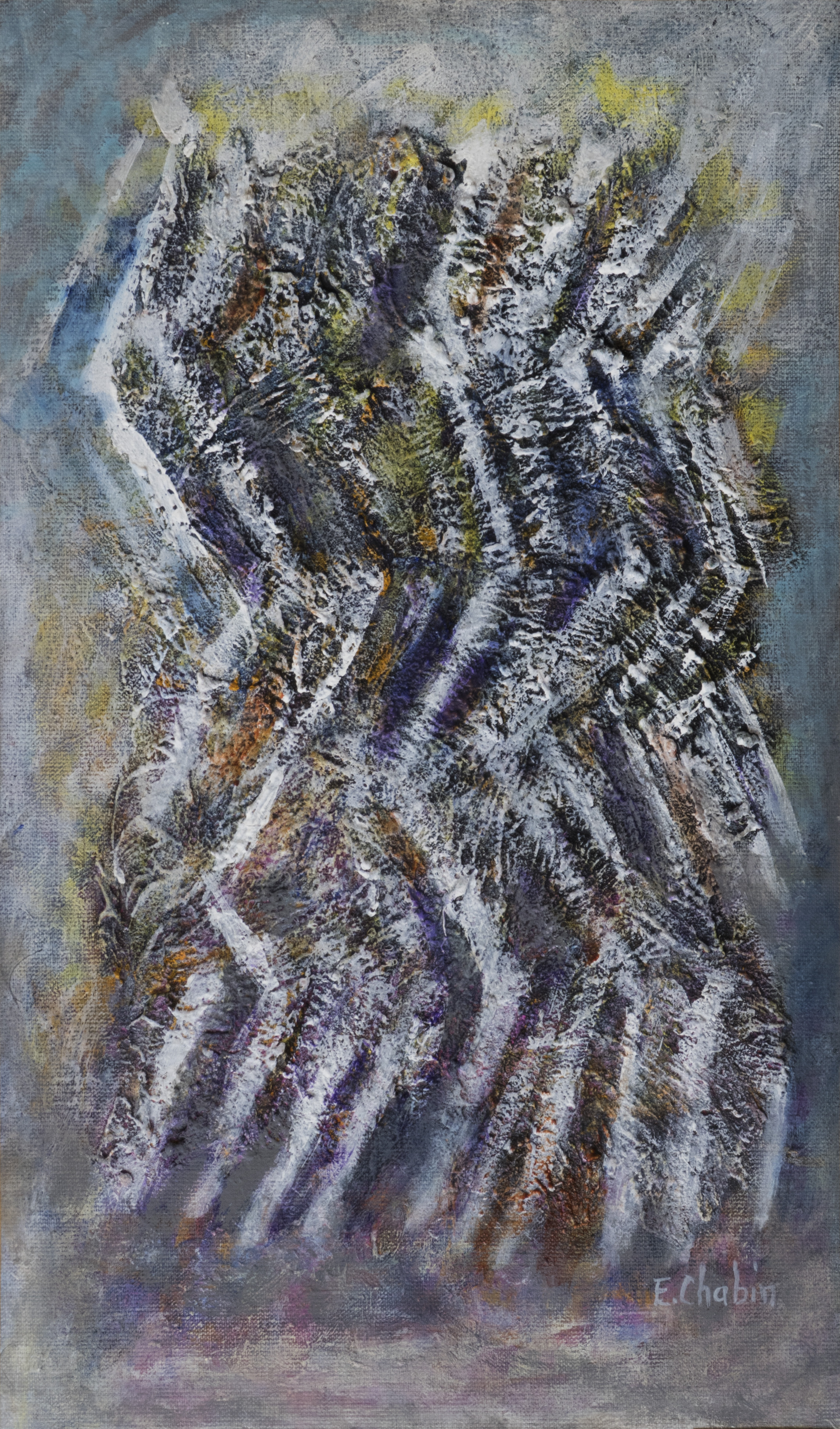
La Joie, acrylique sur toile, 55x33cm, 2013.
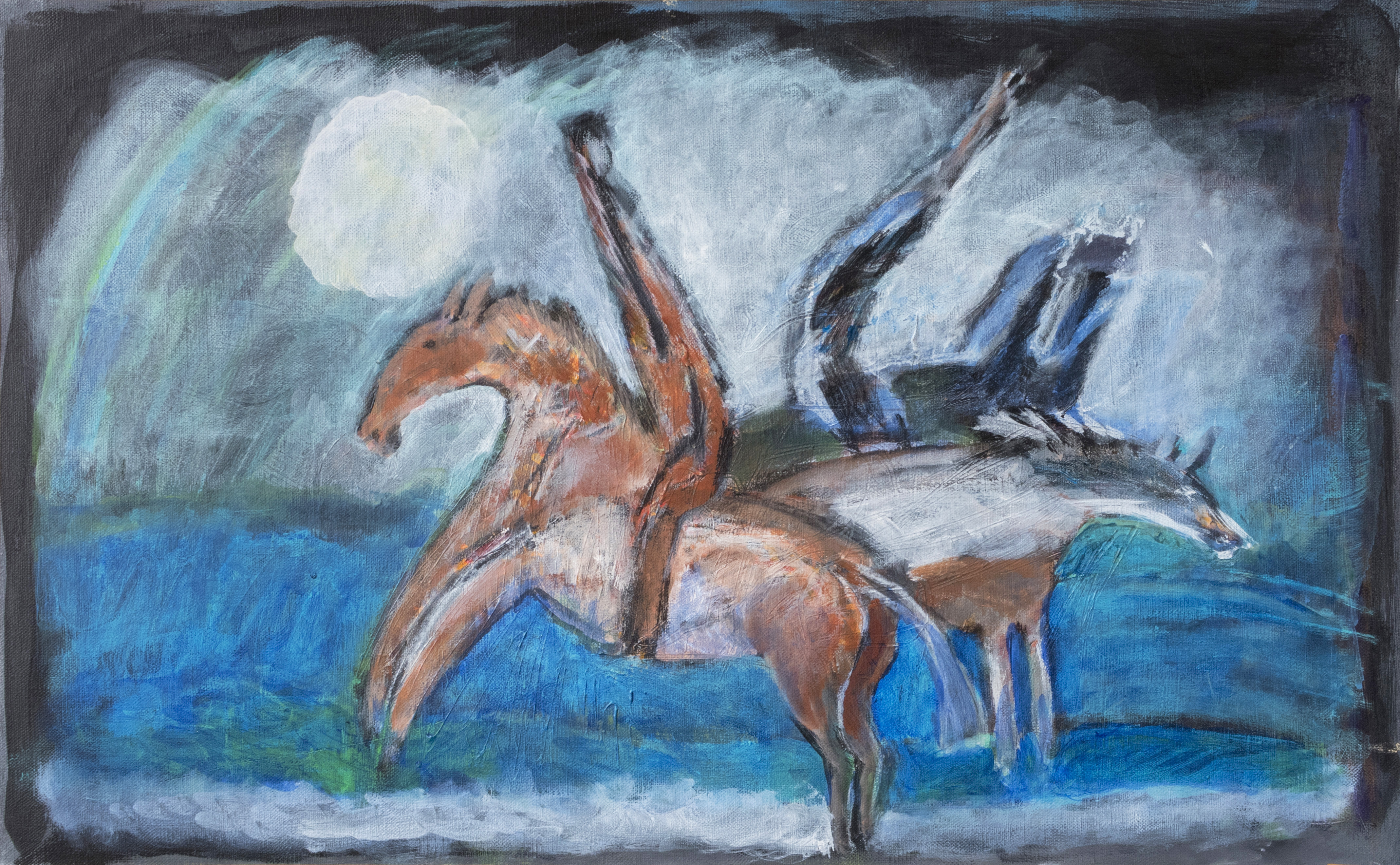
Les Cavaliers de la pleine lune, acrylique sur toile, 33x55cm, 2014.
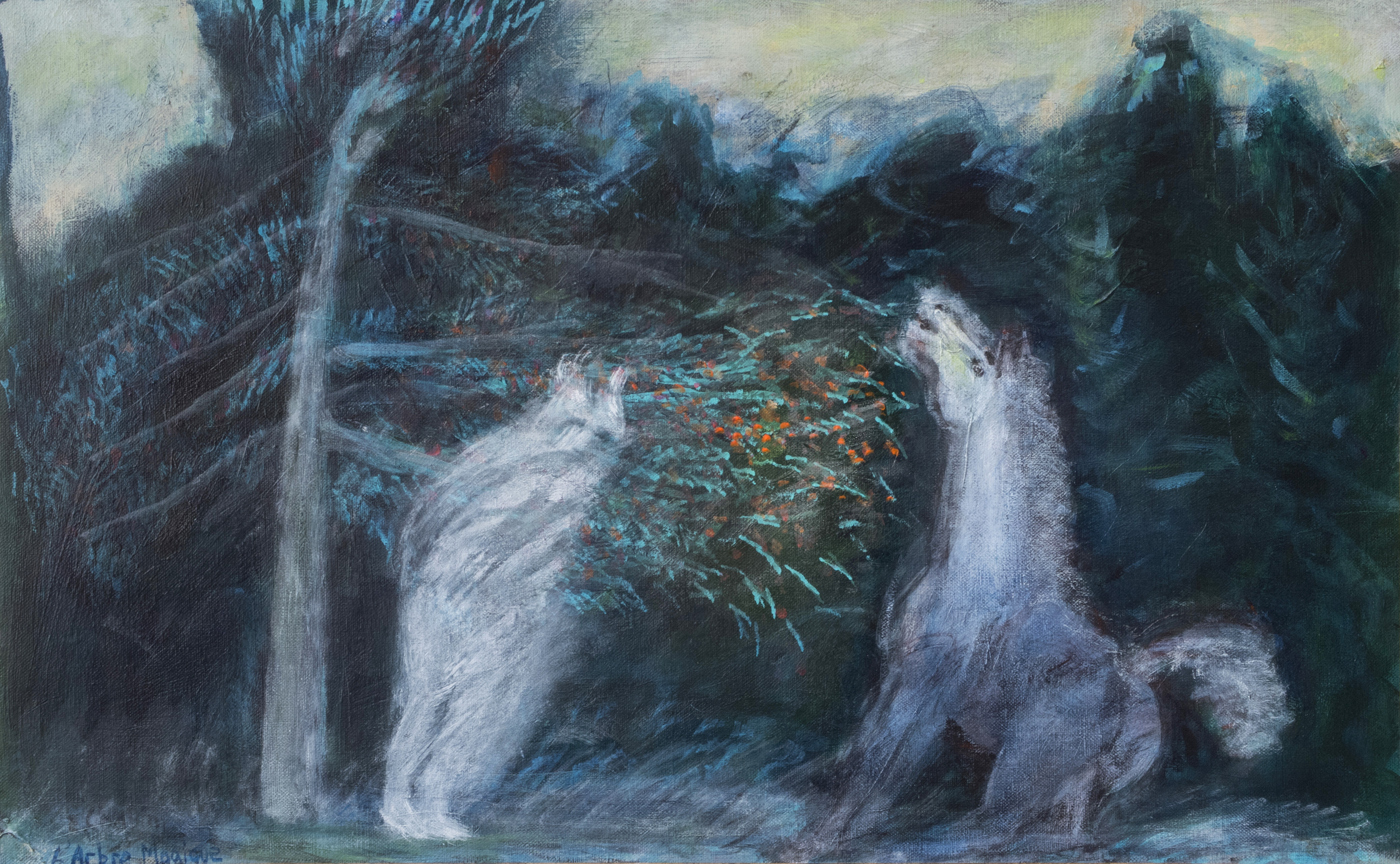
L'Arbre magique, acrylique sur toile, 33x55cm, octobre 2014.
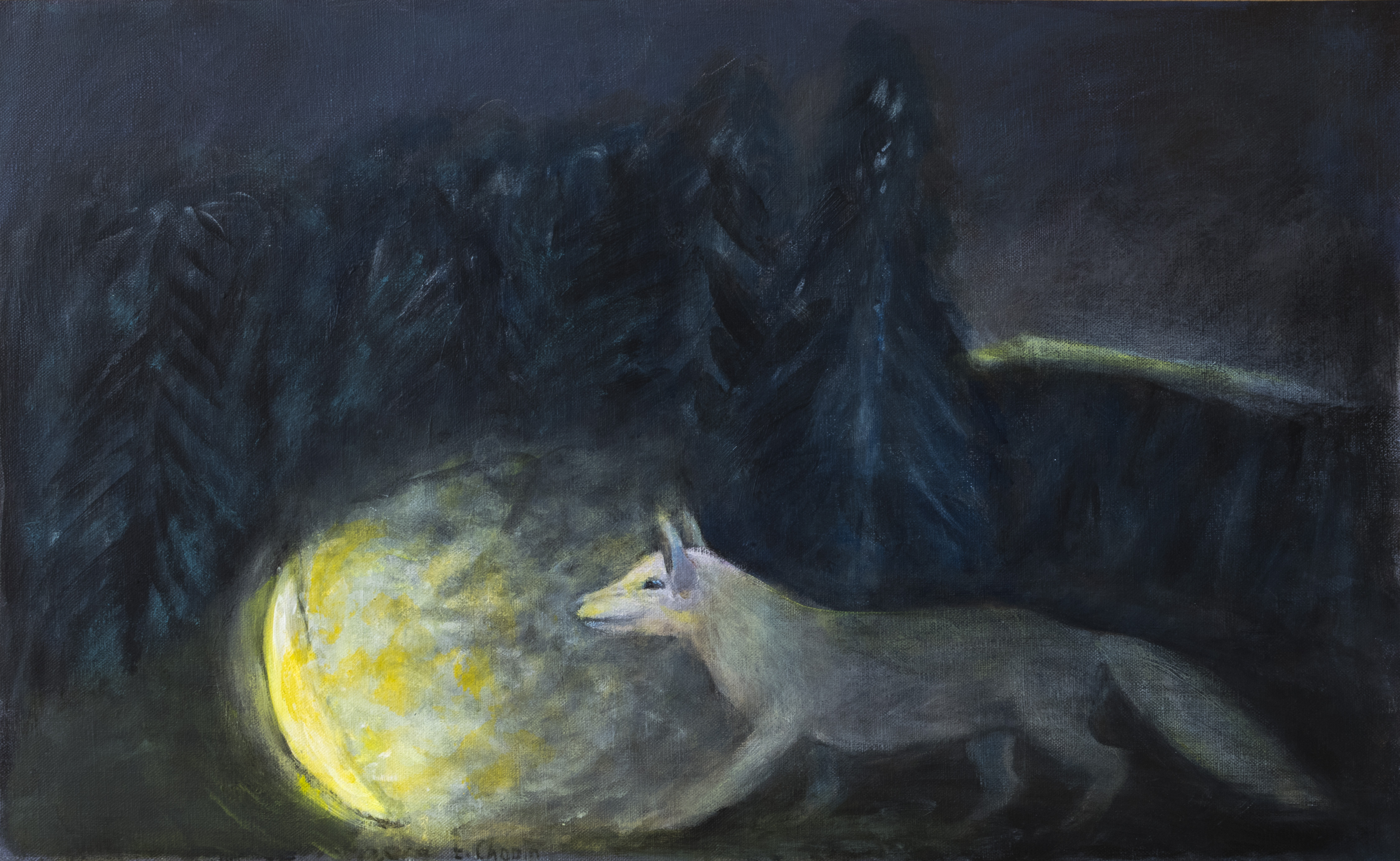
La Lune rencontre Renard, acrylique sur toile, 33x55cm, octobre 2014.
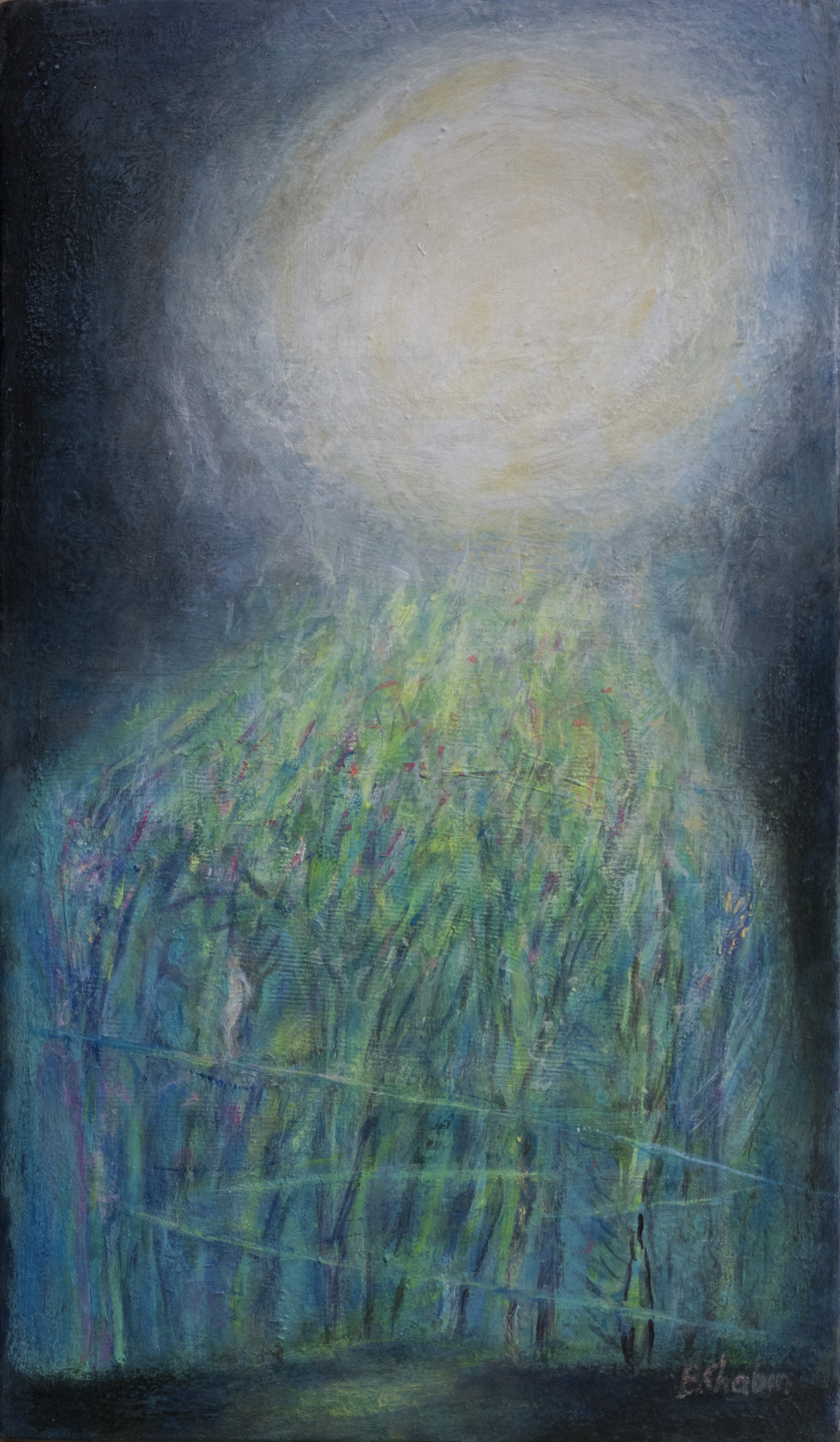
Méditation de pleine lune, acrylique sur toile, 46x27cm, mars 2015.
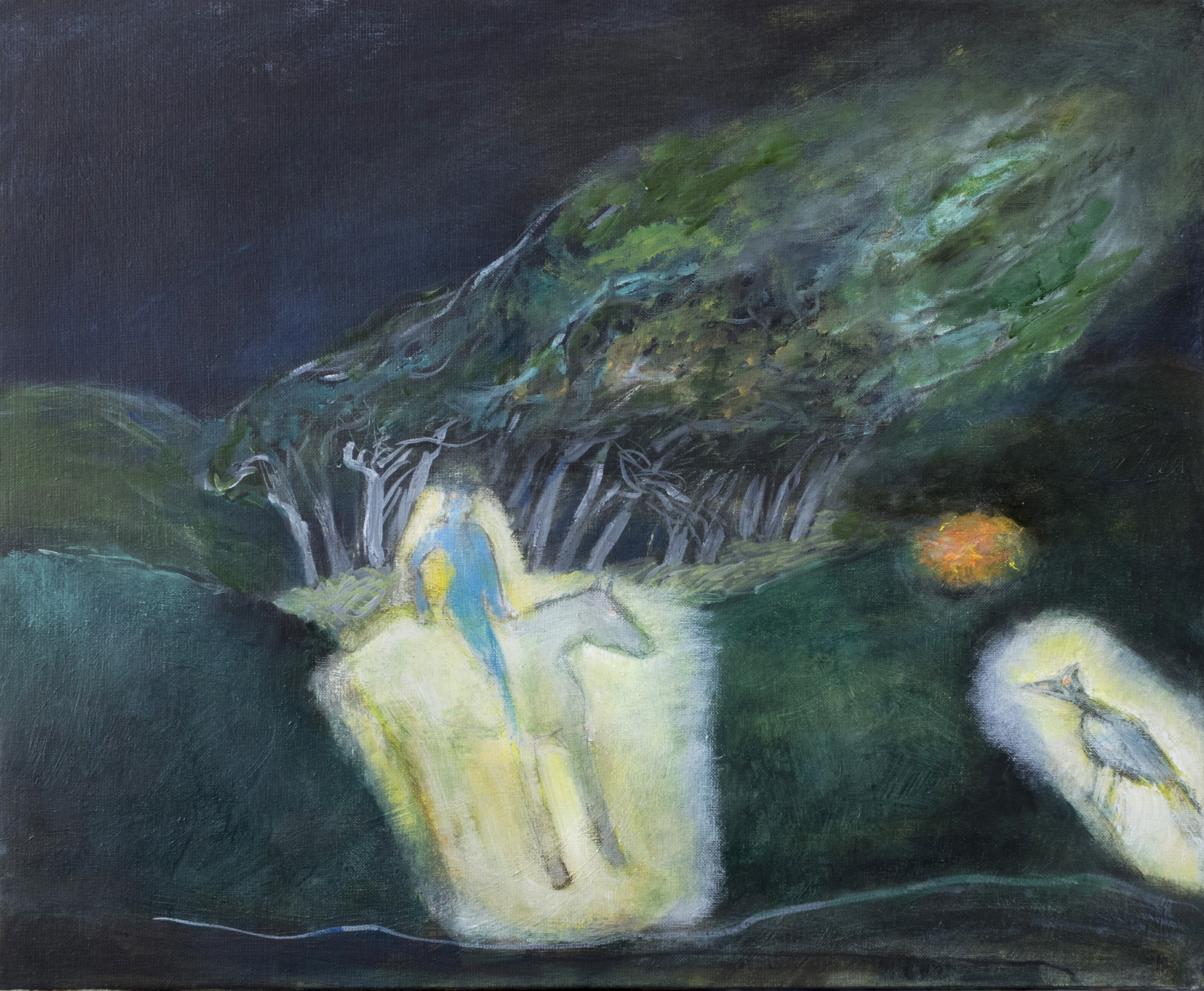
L'Apparition, 61x50cm, acrylique sur toile, 50x61cm, octobre 2015.
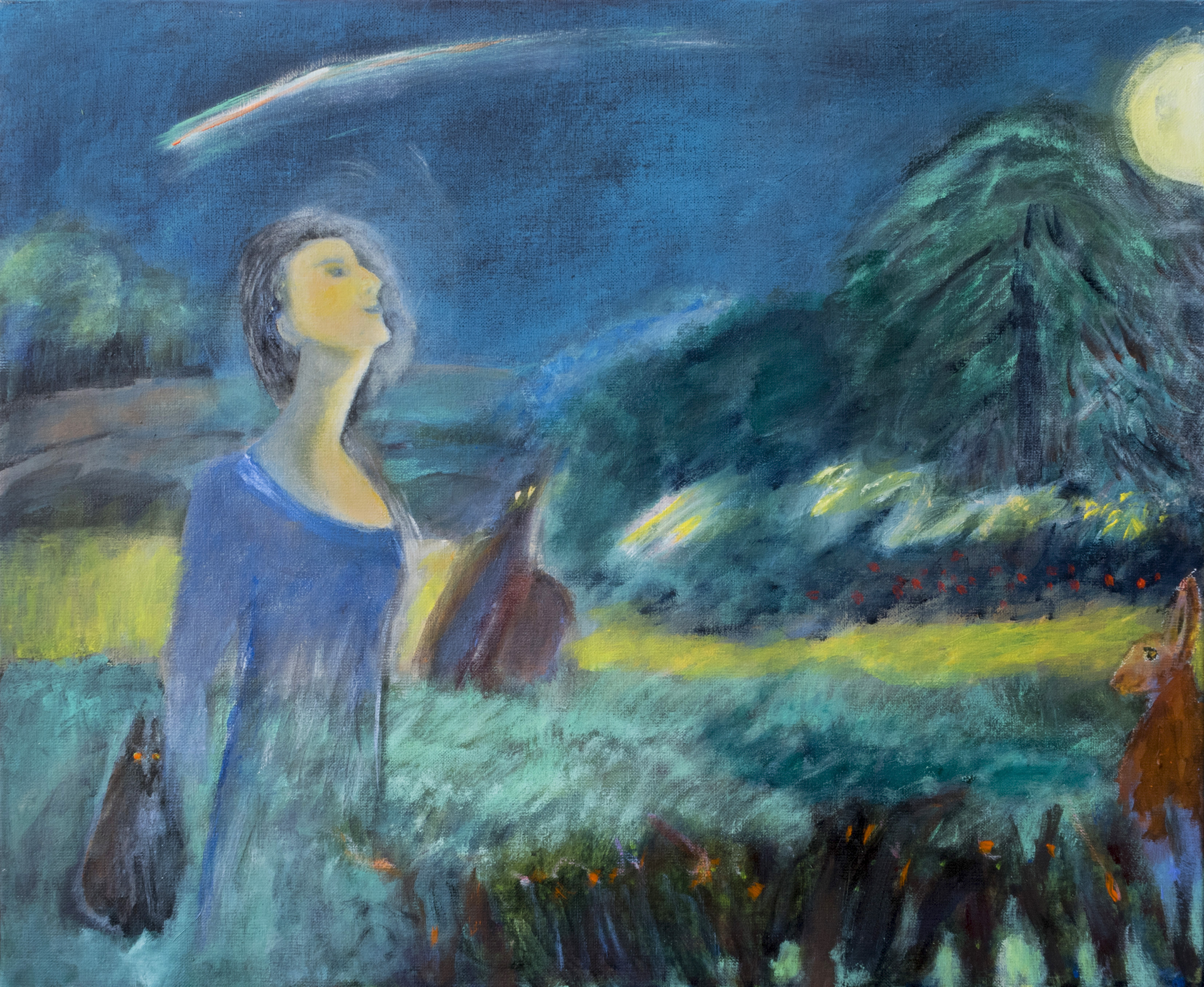
Nuit de pleine lune, acrylique sur toile, 46x61cm, février 2016.
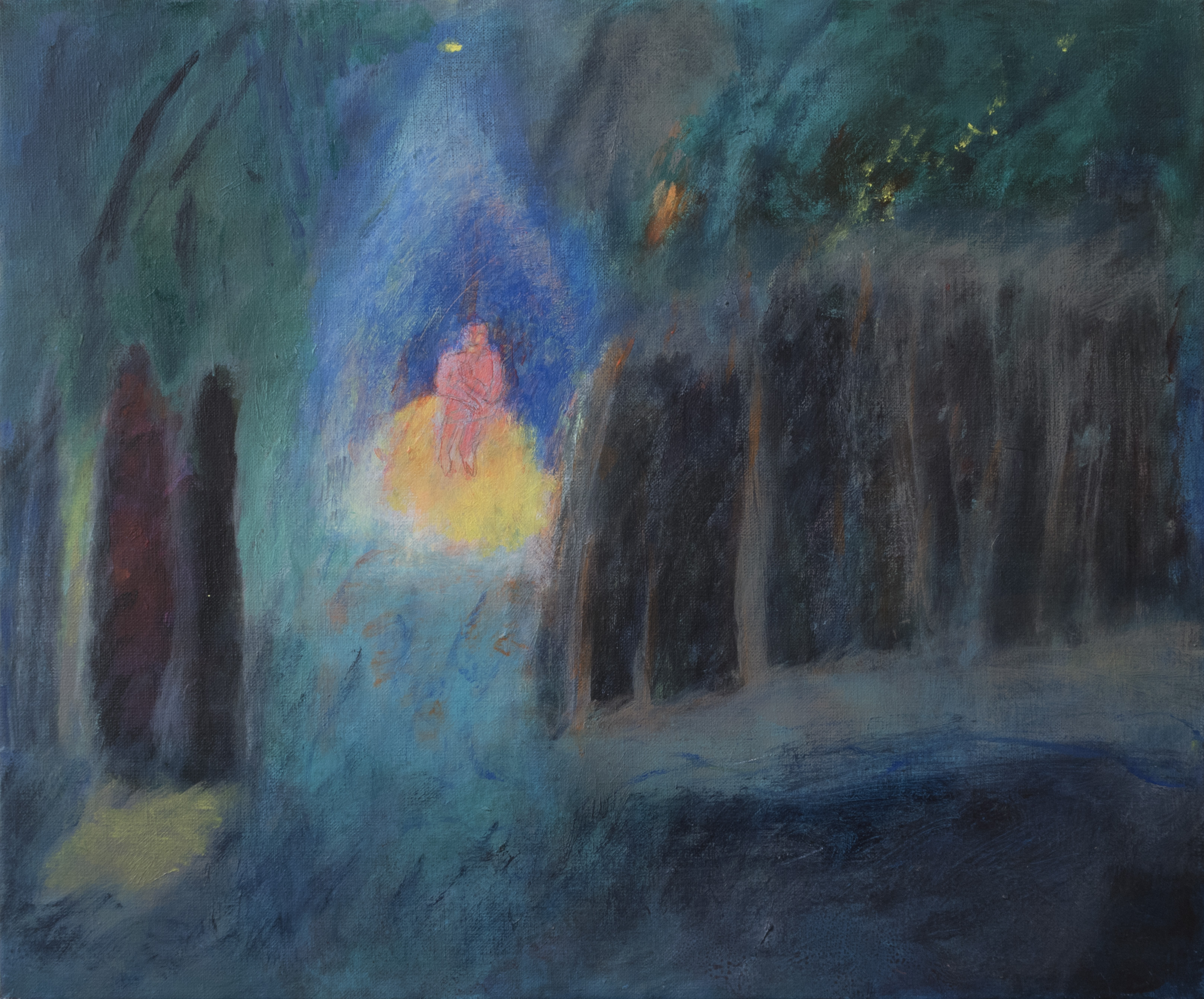
L'Esprit de la Terre-Mère, acrylique sur toile, 46x61cm, Noël 2016.
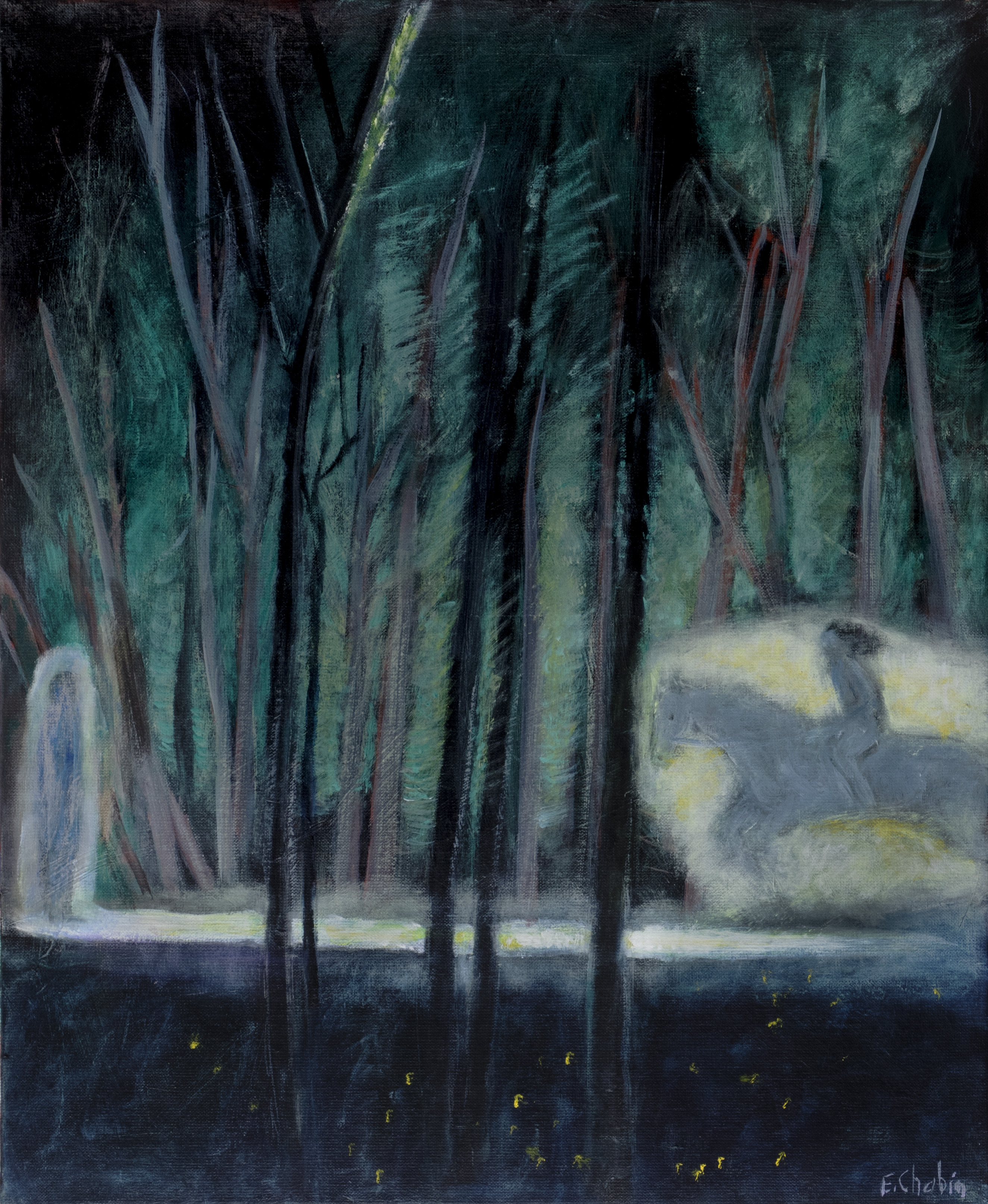
Rendez-vous, acrylique sur toile, 61x50cm, 2015.
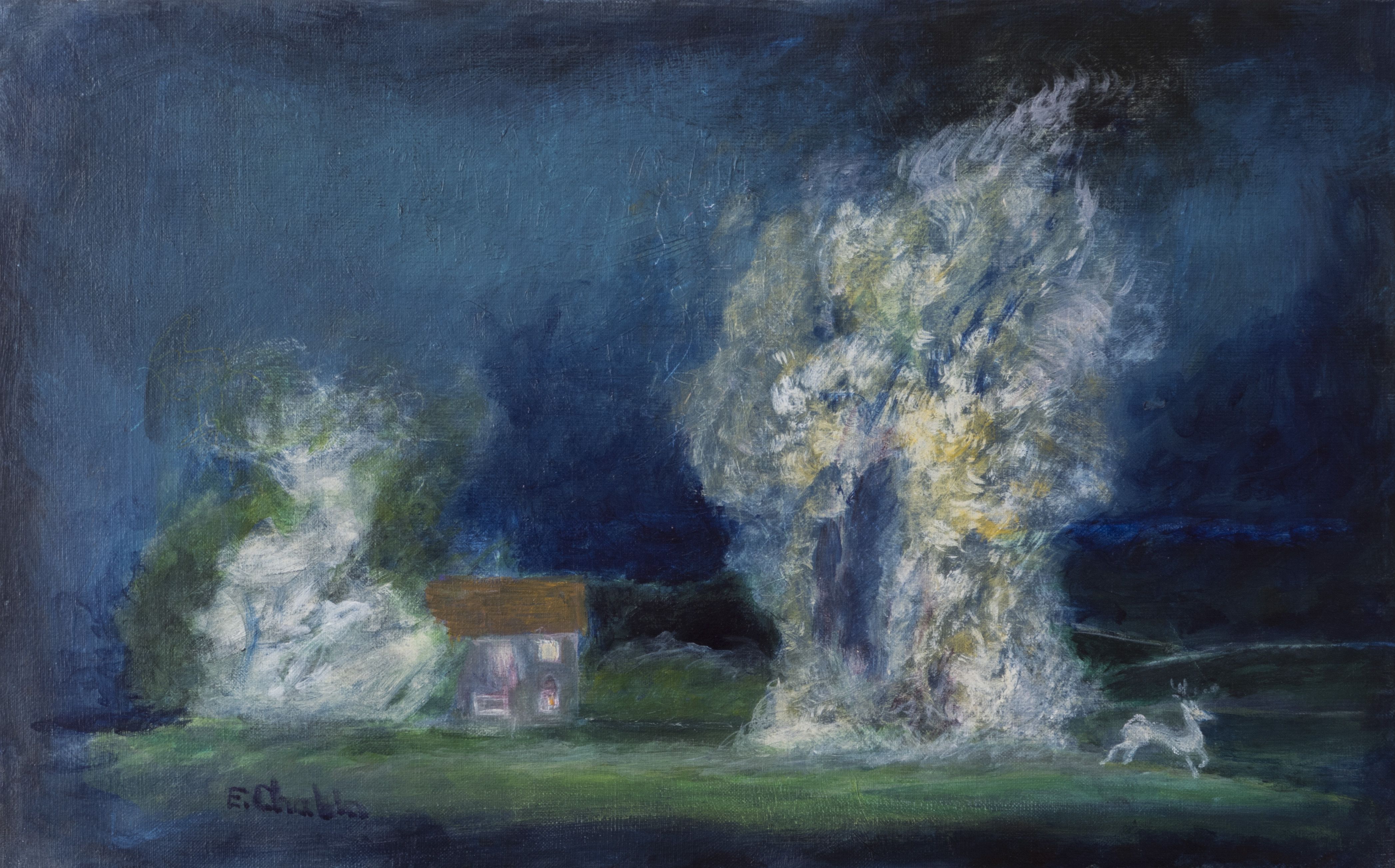
La Nuit du Cerf Blanc, acrylique sur toile, 38x61cm, 2016.
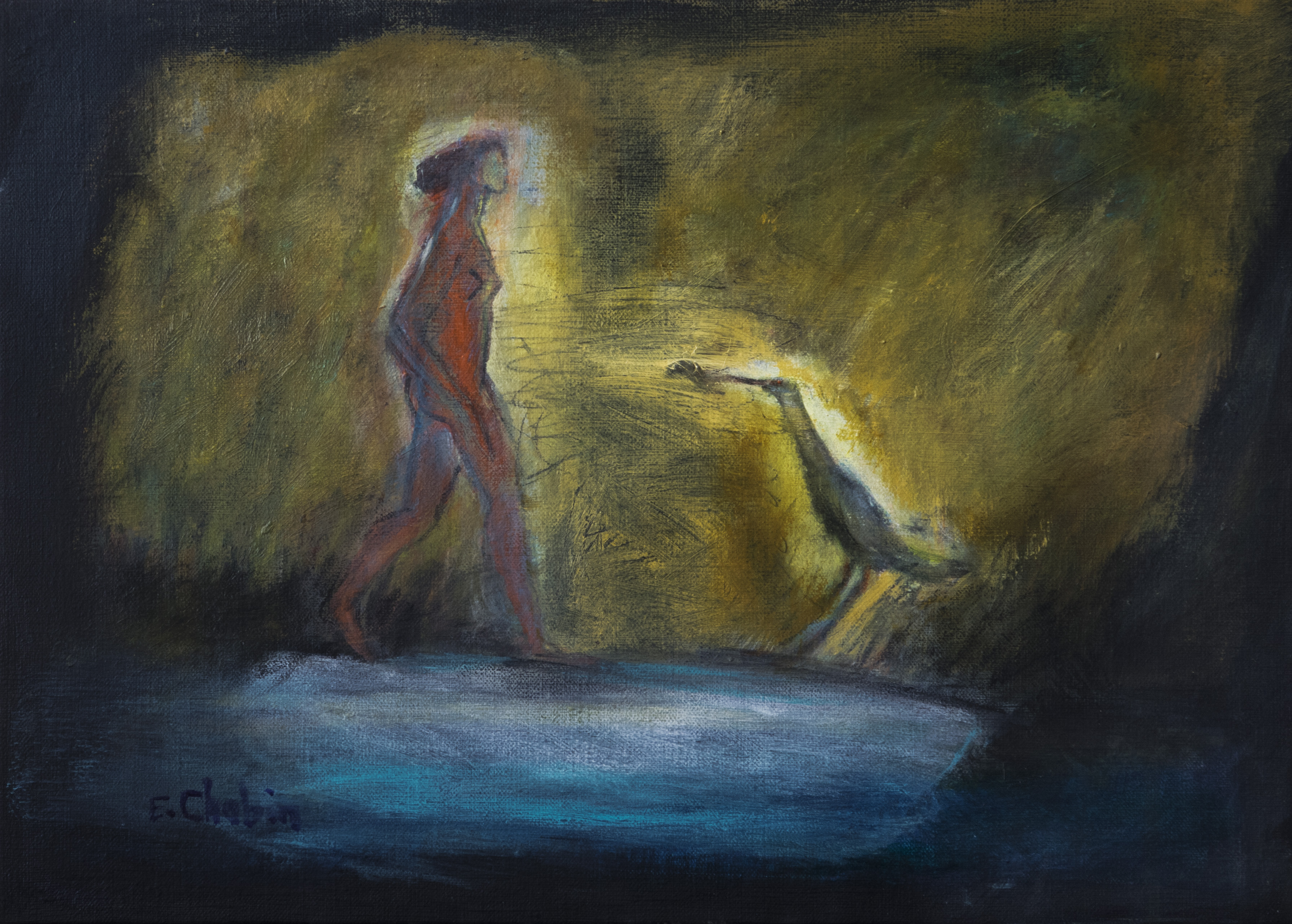
La Rencontre, acrylique sur toile, 33x46cm, 2016.
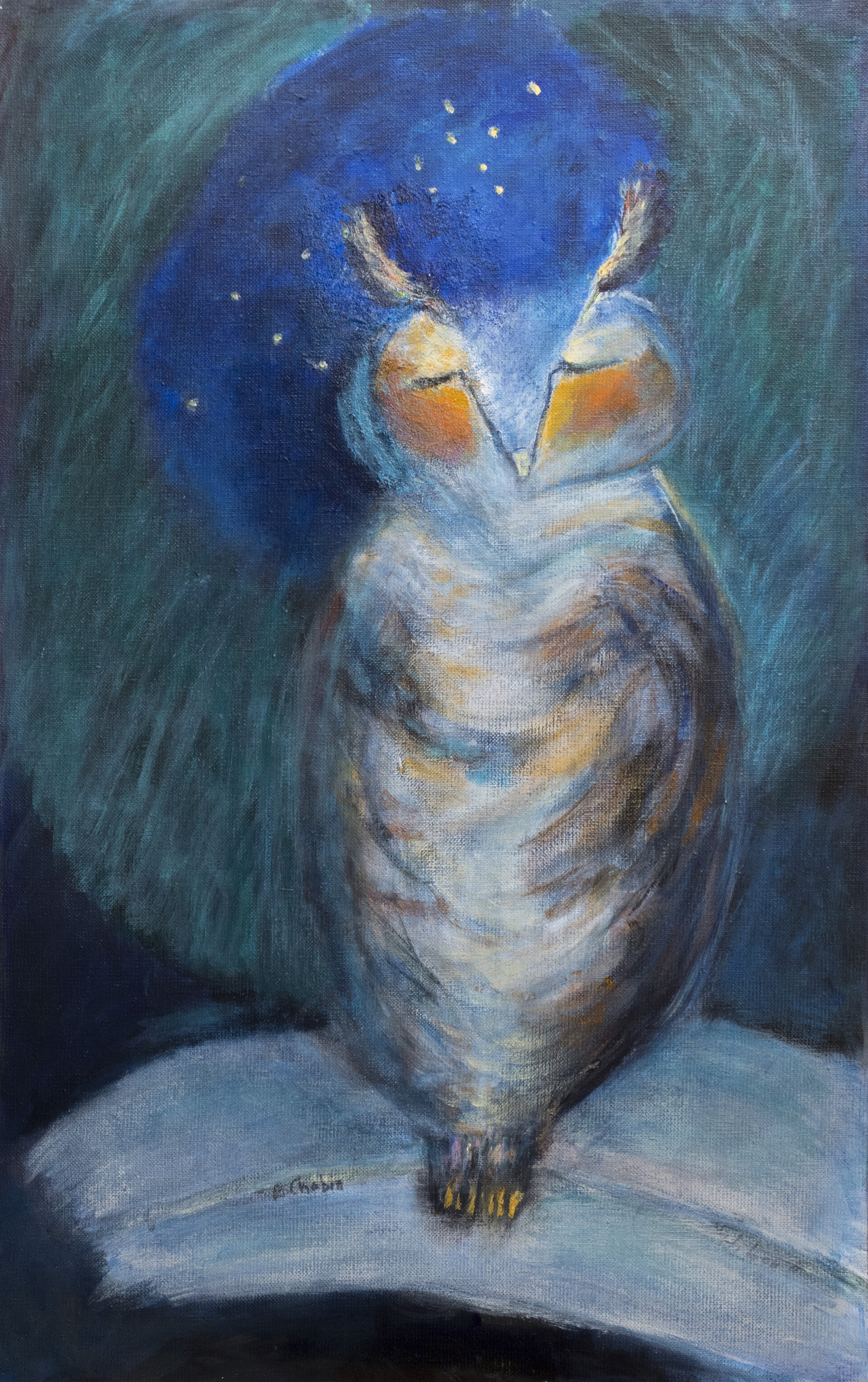
Le Hibou, acrylique sur toile, 61x38cm, 2016.
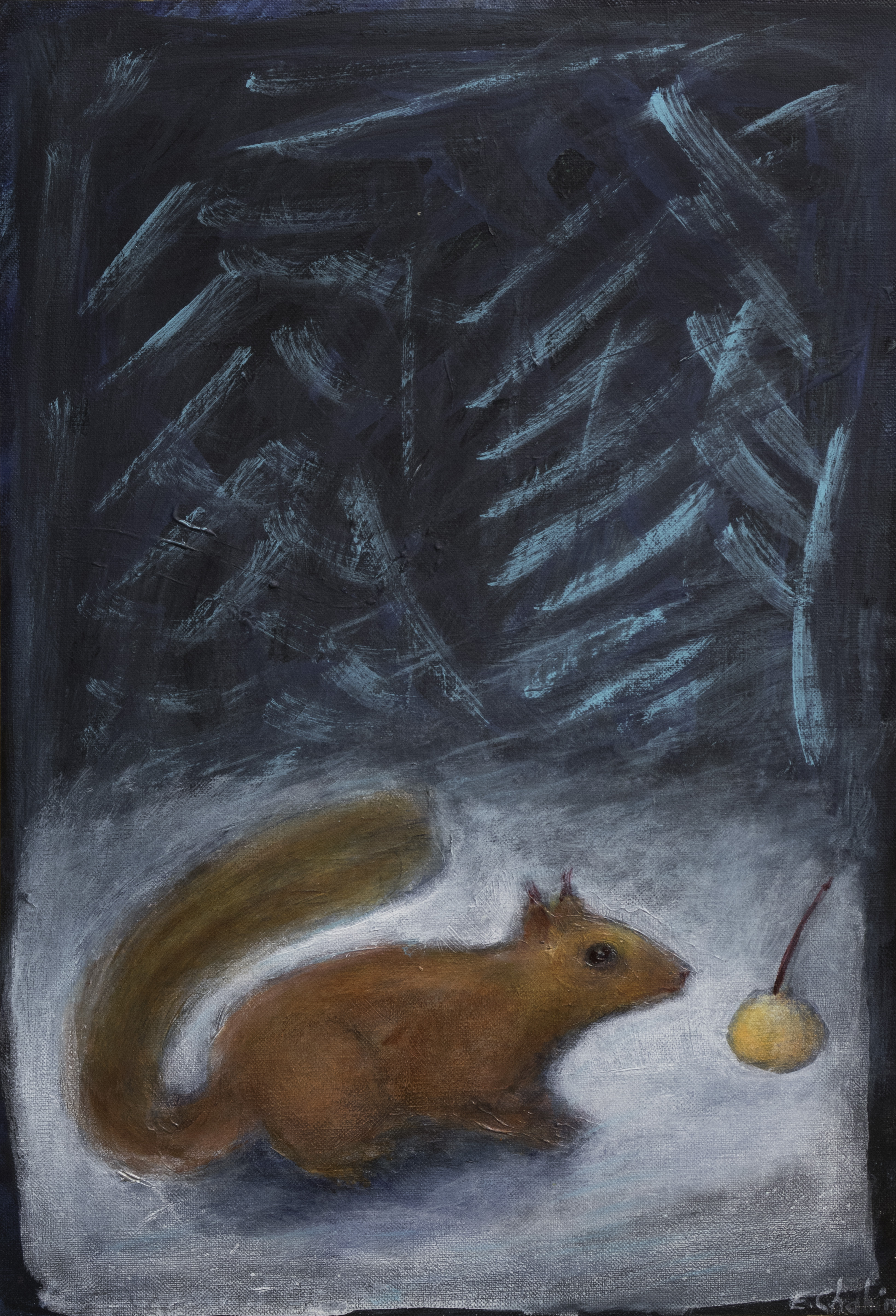
L'Écureuil à la Pomme d'Or, acrylique sur toile, 55x33cm, 2016.
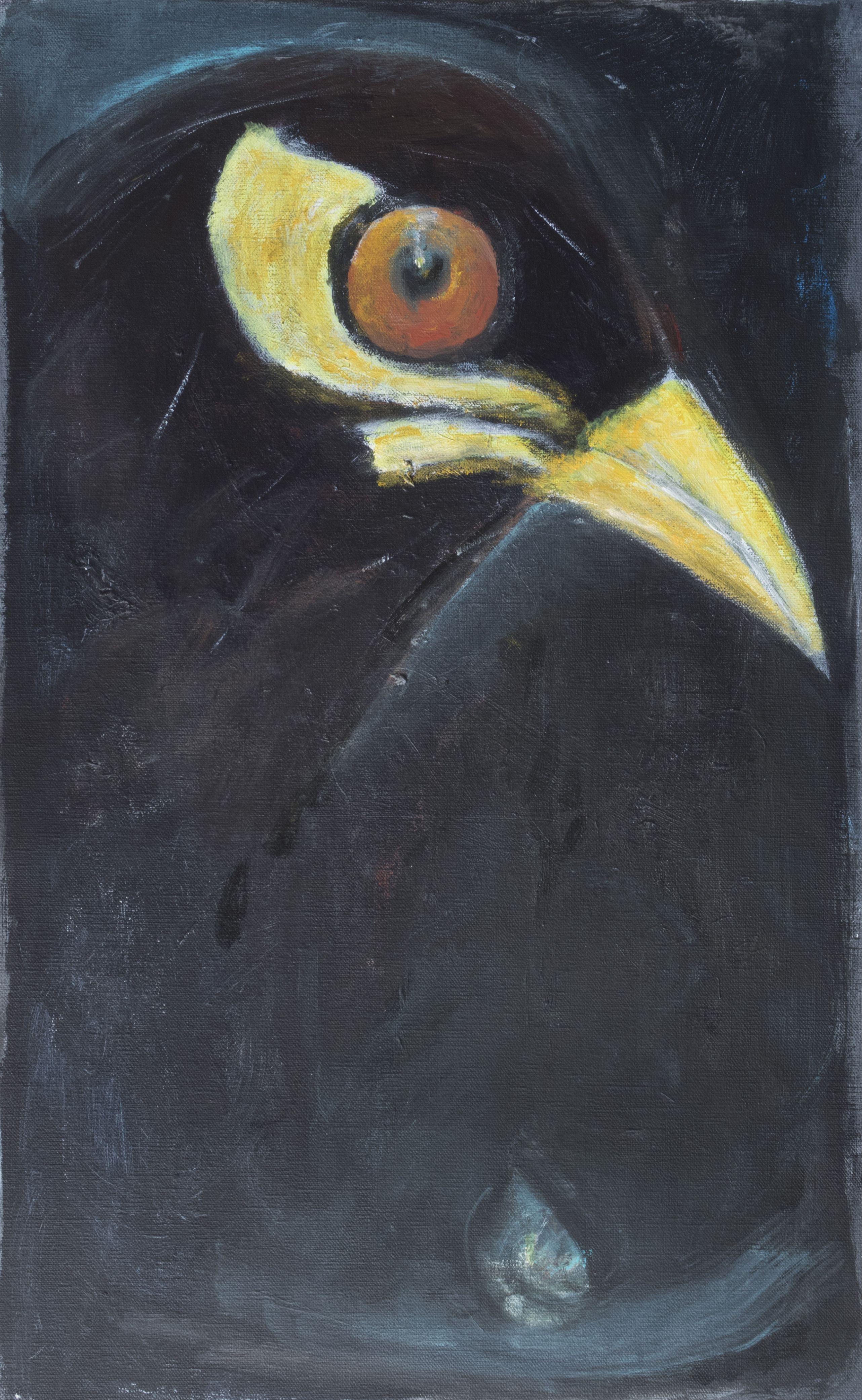
Larme de l'Oiseau, acrylique sur toile, 55x33cm, 2016.
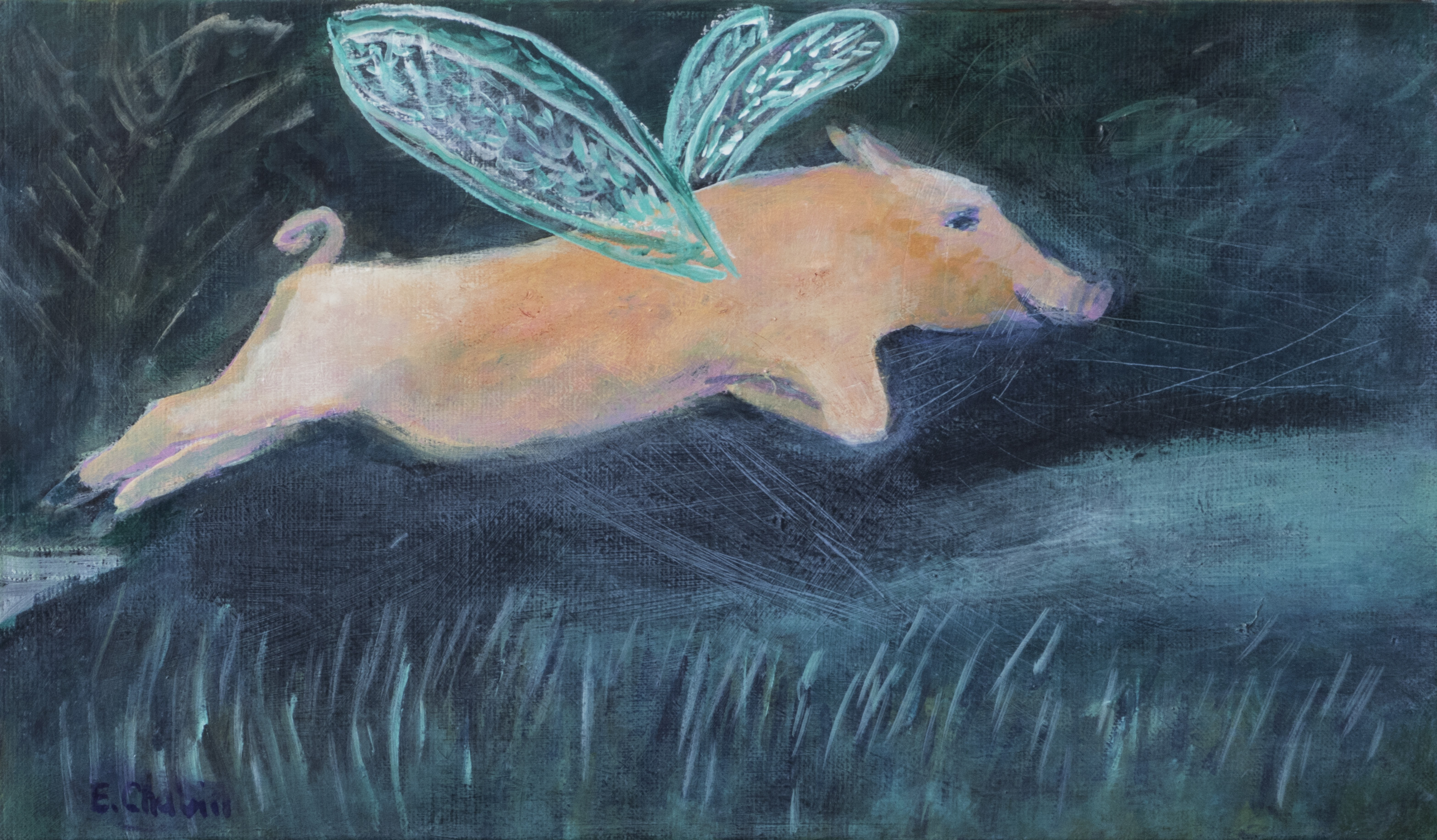
Enfin « libre », acrylique sur toile, 27x46cm, 2017.
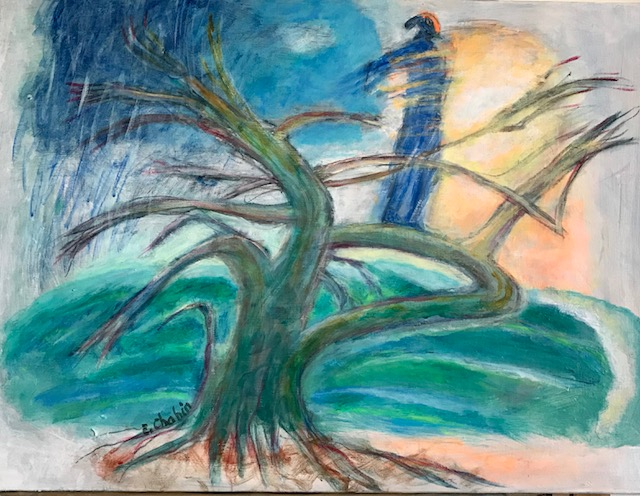
La Traversée, acrylique sur toile, 46x61cm, 2017.
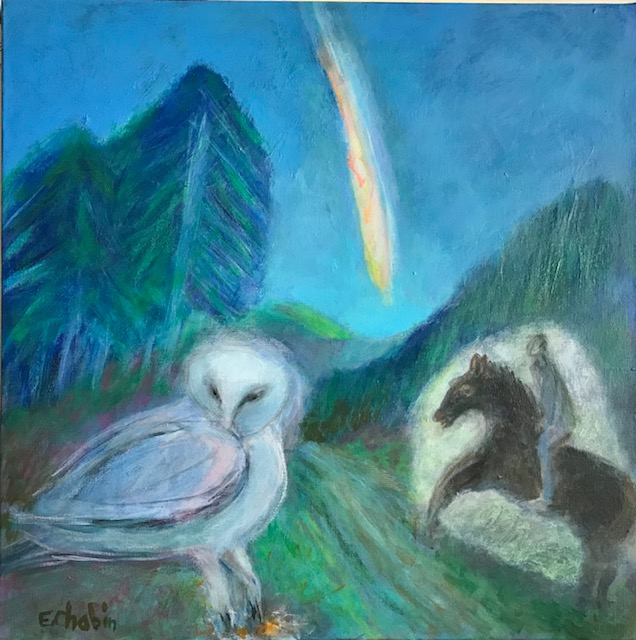
Promenade en forêt, acrylique sur toile, 50x50cm, octobre 2017

## Expositions
Personnelles

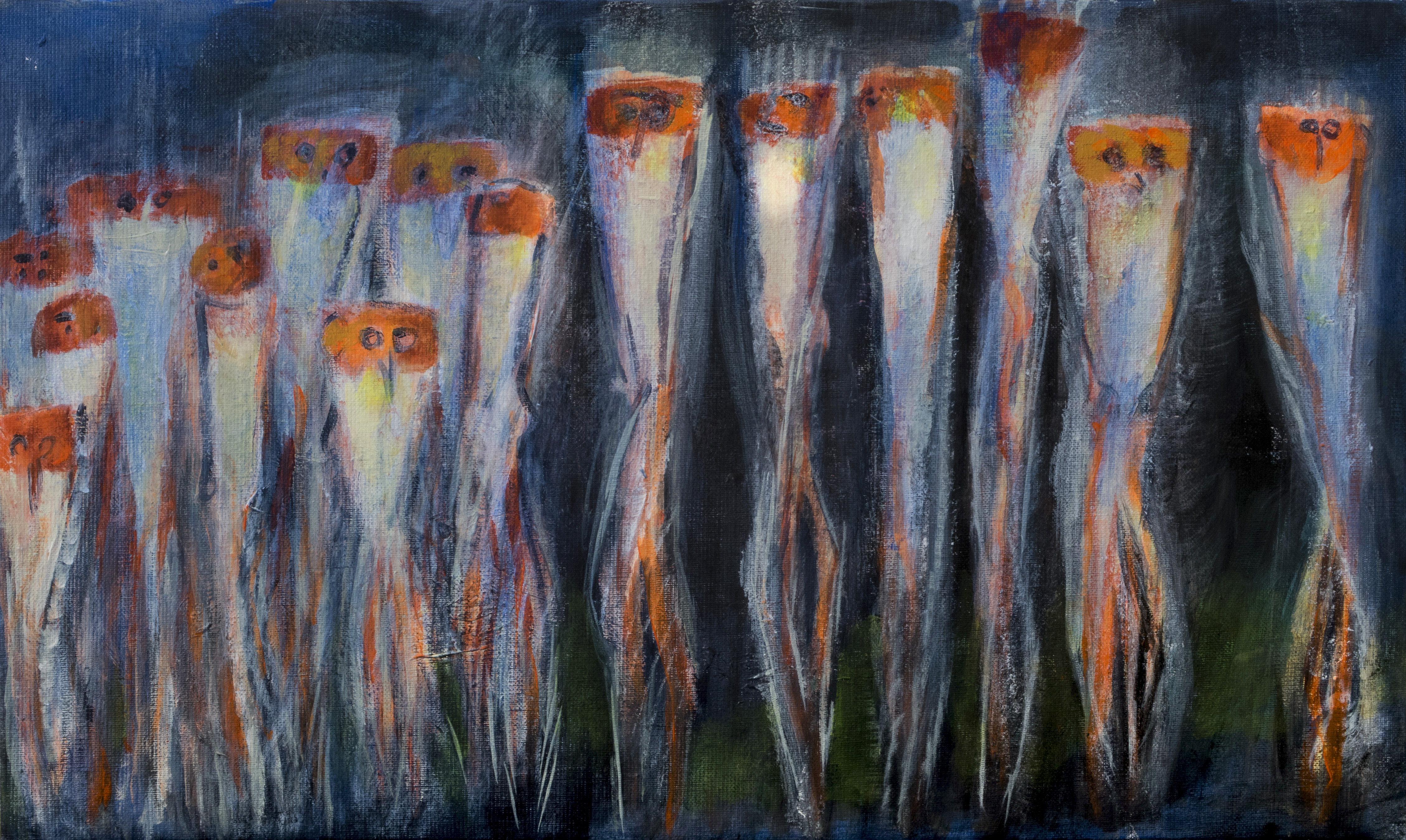
Esprit de la forêt, mars 2017, acrylique sur toile, 33x55cm, localisation inconnue.

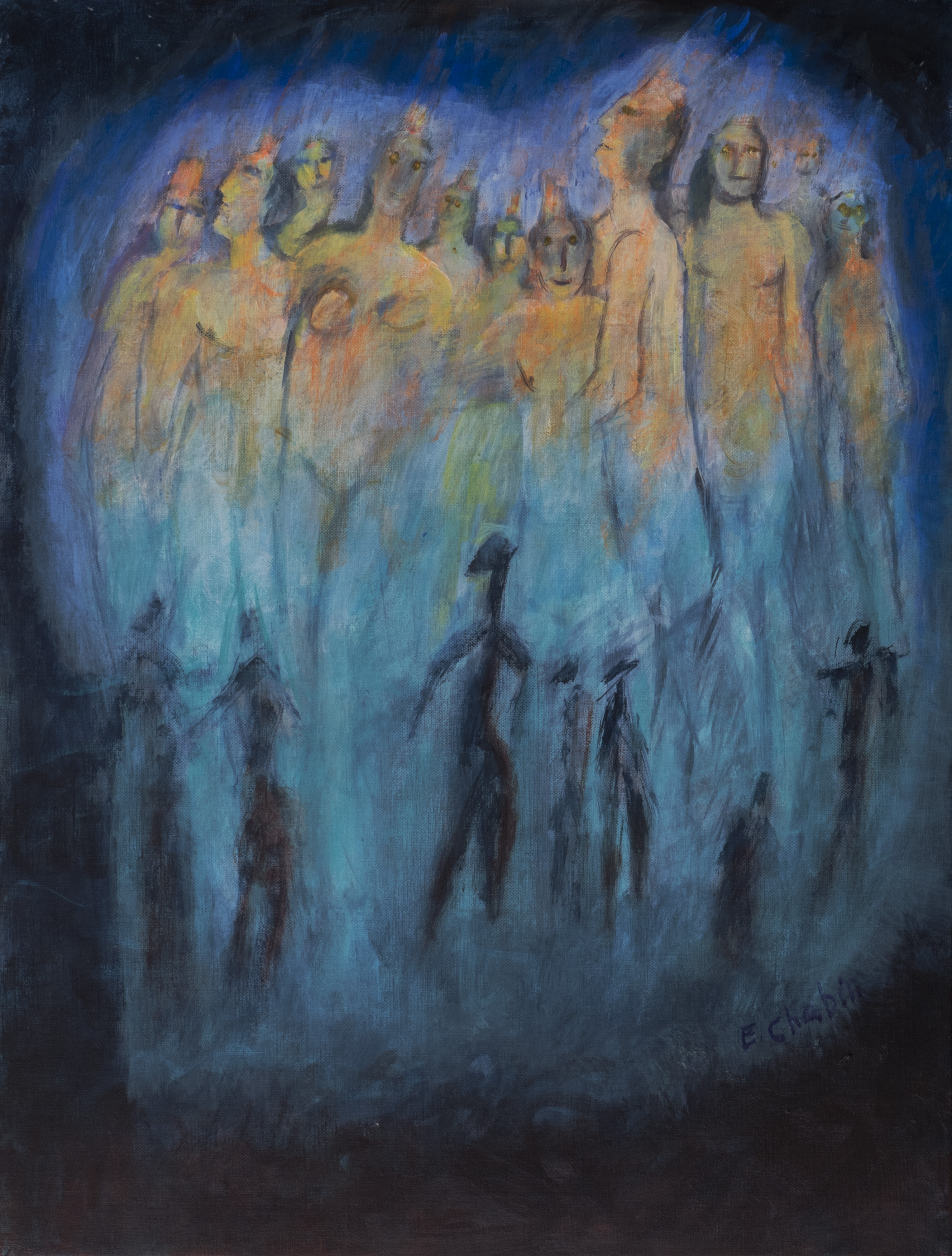
Les Inspirés, 2017, acrylique sur toile, 61x46cm, localisation inconnue.

- Centre régional d'art contemporain du château de Tremblay, Fontenoy (Yonne), 1974, 1978.
- Maison de la Culture de Nevers, 1976.
- Galerie Saint-Michel, Luxembourg, 1980, 1981.
- Galerie Camille Renault, Paris, 1983.
- Galerie Arcadia, Paris, novembre 1984[3].
- Galerie Janine Lorcet, rue de Lappe, Paris, 1985, novembre 1986[4].
- Galerie Kiroj, Saint-Germain-en-Laye, mai 1988[5]
- Galerie Dannenberg, 484 Broome Street, New York, novembre-décembre 1989[6], février-mars 1991, octobre-novembre 1991, 1992.
- Galerie Gaspard-Melchior, Paris, décembre 1989[7].
- Galerie Christine Weinmann, rue des Jardins-Saint-Paul, Paris, 1989, octobre 1990, 1991, mars-avril 1992[8].
- Galerie C.C.C., Paris, 1993.
- Galerie Christine Colas, Paris, juin 1994[9].
- Galerie Saint-Eman, Chartres, août-septembre 1995[2],[10].
- L'Esquisse (Élisabeth Benoit), Genève, 1995.
- Galerie Arte-Viva, Levallois-Perret, décembre 1997.
- Le pouvoir de l'image - Œuvres d'Élisabeth Chabin, Kalari 7, cité de la Roquette, Paris, janvier-février 2015.

Collectives
- La Galerie, rue Saint-André-des-Arts, Paris, 1978.
- Salon des indépendants, Paris, 1979.
- Salon U.F.P.S., Grand Palais, Paris, 1979, 1986.
- Galerie Tamara Pfeffer, Bruxelles, 1982.
- Salon d'art contemporain de Montrouge, 1983.
- Salon de la Jeune Peinture, Grand Palais, Paris, 1985.
- Exposition Marie-Papier, Paris, 1987.
- Foire internationale de Los Angeles, 1988.
- Free Art International (stand galerie du Bellay), Paris, 1988.
- Le Salon des artistes parisiens, Della Butcher Gallery, Cuppage Road, Singapour, septembre 1988[11].
- Bornéo, Koweit, 1988.
- Exposition itinérante (organisation galerie Christine Colas), Moscou, Odessa, Alma-Ata, Erevan, Leningrad, Kiev, Tallinn, Tvov, 1989-1991.
- Saga F.I.A.C. estampes, Grand Palais, Paris, 1989.
- Foire internationale, New York, 1990.
- O.P.A.T.T.I. de Tahiti, Papeete (organisé par le ministère de la Culture), 1990.
- Galerie de Vogt, Francfort, 1990.
- Onze artistes parisiens à Singapour, Galerie de l'Hôtel Oriental, Singapour, mars 1991[12].
- Galerie Martine Brasseur, Reims, 1991.
- Du camembert à l'art contemporain - Arman, César, Élisabeth Chabin, Christoff Debusschere, Renaud Ditte, Jean-Michel Folon, Charles Matton, Louis Pons, Wilhelm Schlote (de), Roland Topor, Nicolas Valabrègue…, galerie AT, rue de Sévigné, Paris, juin 1991 (prolongement itinérant aux États-Unis)[13],[14].
- Fine Art International, New York, 1991.
- Galerie Dannenberg, New-York, 1993.
- Galerie Phal, Paris, 1995, mars 1996.
- Salon Comparaisons, Paris, 1995.
- Galerie Projection, Paris, 1996.
- Une invitation à poétiser - Marie-José de Aguiar et Élisabeth Chabin, Le Laboratoire, 34, rue Dauphine, Paris, novembre-décembre 2017.

## Réception critique
- « Des lignes tendrement infléchies suggérant, dans des contours volontairement flous et incertains, des corps passionnément entrelacés. » - Gérald Schurr[4]
- « Mieux que de la peinture, Élisabeth Chabin nous permet de regarder des tableaux. Et cette fois, la langue est riche. Si riche, d'ailleurs, qu'il paraît présomptueux de s'essayer à accoler des mots à ces déferlements de couleurs, de vigueur, de mouvement et d'émotions. Pourquoi déflorer l'amoureuse brutalité de ces toiles sans afféteries, hors normes, hors cadre ? Délicatement brutales, exténuantes de vie, incapables de compromissions, ces toiles ne sont jamais faites pour plaire, jamais flatteuses. Bien entendu, c'est pour cette raison même que je les aime. » - Joëlle Lobut[15]
- « Elisabeth Chabin has achieved much success in Paris where her new figuration works are very much in the newest manner. However, they are unique to her and embody qualities of many School of Paris painters. They are the forms of Henri Matisse, the colours of the early fauves, the gleeful spirit and motion of Marc Chagall, the bodies of Fernand Léger, just to begin the litany. Elisabeth Chabin's canvases have both the French energy and its spirit. Her paint and colour join in the pleasure and enjoyment of the dance. » - Artspeak New York[6]
- « An abstract figurative artist : her works combine the traditional tactics of the classic with the freedom of abstract expression. » - Quek Swee Peng[12]
- « Un panthéisme joyeux éclate dans les toiles de cette artiste qui manie la couleur et la forme avec une joie sauvage. Chabin nous offre une mythologie très personnelle où humains et chevaux caracolent de concert en des fresques animées. Tout cela est à la fois poétique, brutal, barbare et tendre. » - Marc Hérissé[8]
- « Épurant plus que jamais son tracé, les œuvres de Chabin consument la matérialité des conventions pour ouvrir un univers de significations plus larges. Les pâtes tout en vibration sont très aérées et les teintes de plus en plus fluides. Soutenu par endroit de quelques traits appuyés, le graphisme se dilue volontairement dans l'espace du tableau. Se fondant ainsi dans une architecture sous-jacente, la composition recouvre des structures plus secrètes d'harmonie. » - Didier Henry[9]

## Œuvres dans les collections publiques
Arménie
- Erevan, musée d'Art moderne.

France
- Paris :
  - Fonds municipal d'art contemporain.
  - Palais Galliera, musée de la mode de la ville de Paris : Robe peinte.